# Mare de Déu de la Llinda
La Mare de Déu de la Llinda és una església romànica del municipi d'Avinyonet del Penedès (Alt Penedès) protegida com a bé cultural d'interès local.

## Descripció

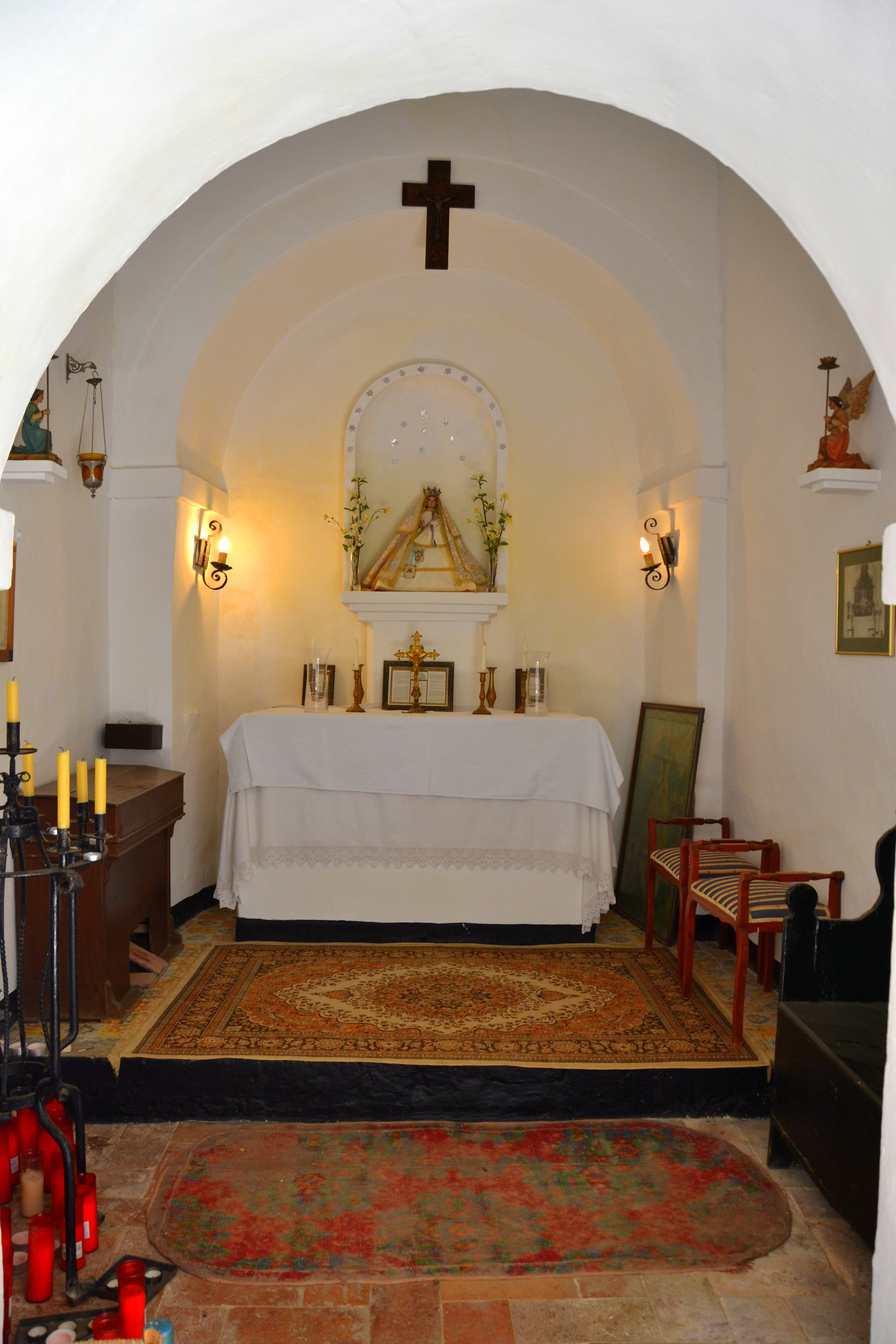
Interior de la capella

Encisadora esglesiola veïna a la masia d'aquest nom. D'una nau amb edificació al damunt. Volta de canó, absis amb arcuacions i bandes llombardes als murs. En el mur sud hi ha una finestra de doble esqueixada i porta refeta d'estil renaixement. Cal assenyalar que al costat nord, en una nau dedicada a trull, hi ha l'arrencada d'un arc toral, d'una nau i l'absis, tot de grans proporcions, el que ens fa deduir que l'edifici actual, era una capella lateral. L'església fou cremada el 1936, i només se salvaren les rajoles policromades del segle xviii del paviment del presbiteri.
Amb l'església forma un conjunt inseparable la masia degut al seu interès arquitectònic. Entre la masia i la capella actualment hi ha un cup de vi. El conjunt rural presenta diverses edificacions. El cos principal de la casa té planta rectangular, està cobert amb teulada disposada a dues vessants, i els murs són de maçoneria, arrebossada en color gris a la façana principal. Té dues portes d'accés, la de la façana principal és d'arc de mig punt de factura molt moderna, en un acabat que segurament substitueix a un altre similar, però de més antic. Resulten d'interès les finestres que es troben a l'altura del primer pis, recercades mitjançant carreus toscament treballats i amb ampits de pedra, la central presenta un mig festejador per l'interior.
A simple vista s'aprecien dos grans cossos de construcció: l'un ocupa dues terceres parts del cos principal de la masia, i l'altre es troba en un extrem que conforma la part restant. Les cantoneres de l'edifici són de carreus de pedra vista.
El sostre de la primera planta té maons vistos entre l'embigat pintats amb calç fent la forma d'un rombe en reserva en cada cairó. Destaca dins el mobiliari una còmoda i un rellotge de peu amb la inscripció "LLINDA" al globus i una representació de Napoleó a la base. Existeix, també, una alcova amb decoració de guix pintada en blau i un llit de finals del segle xviii.
A la zona immediata a la capella es troben les edificacions annexes destinades a cups pel vi i, exempte, per l'extrem oposat, hi ha un edifici destinat a magatzem i celler, el qual va ser construït l'any 1898 per l'arquitecte Pont i Gomà. El plafó de ceràmica que hi ha a la façana, a sota dels buits respiralls de la part alta de la construcció, amb una representació de Sant Isidre Llaurador, és del segle xviii.
Al peu de la façana de la masia principal dins el jardí hi ha elements decoratius fets a base de rajoles esmaltades datables, així mateix, dins el segle xviii.
La Mare de Déu de Llinda té Goigs dedicats i en diferents edicions al llarg dels anys. En una de les estrofes diu: També aquí en el mas de Llinda / teniu Vos santa Capella / donant sants consols en ella / com font que sempre se'ns brinda / de gràcies dispensadora / apartant tota negrura.